# 한겨레문화재연구원
한겨레문화재연구원은 문화유산의 조사, 연구, 보존, 보호를 통하여 민족문화 우수성을 선양하고 새로운 문화창조에 기여. 문화유산과 관련된 지표조사, 발굴조사를 실시하며 그에따른 보존과 관리 등 활용방안을 과학적으로 제시한다. 나아가 세계의 다양한 문화와 인적교류를 통하여 법인의 질적 향상을 추구하기 위하여 2009년 3월 4일 설립된 문화체육관광부 소관의 재단법인이다.

## 주요 사업
- 매장문화재의 조사와 연구 및 학술보고서 발간
- 문화유산의 보존과 보호활동과 관련된 사업
- 문화재의 보수·복원·수리관련사업
- 문화유산 관련 전문 인력 양성을 위한 교육 및 장학 사업
- 문화유산 관련 학술행사 개최 및 지원 사업
- 국내외 연구자 및 연구단체에 대한 학술연구비 및 출판비 지원
- 문화유산 관련 전시운영 및 사회교육 사업
- 전통문화의 해외 보급, 선양을 위한 국제교류
- 문화유산 관련 간행물 제작 및 출판사업
- 기타 법인의 목적달성에 필요한 사업